# The Sims 2: Glamour Life Stuff
The Sims 2: Glamour Life Stuff treći je dodatak za The Sims 2 igru. Službeno je najavljen 13. srpnja, 2006., a u prodaju pušten 31. kolovoza, 2006. prvi je dodatak The Sims 2: Holiday Party Pack, koji je sadržavao razne predmete i odjeću vezane za blagdane poput Božića i Noći vještica. Drugi je dodatak bio The Sims 2: Family Fun Stuff, koji se sa svojim predmetima usredotočivao na obitelj.

## Opis
Dodatak uključuje kolekciju luksuznog pokućstva, glamurozne odjeće i luksuzne boje za zidove i pločice za kuću.

## Vanjske poveznice
- The Sims 2 službene web stranice  Arhivirana inačica izvorne stranice od 14. siječnja 2013. (Wayback Machine)